# Katie Parker
Katie Parker, diminutivo di Catherine Parker (Virginia, 5 gennaio 1986), è un'attrice statunitense.

## Carriera
Ha debuttato in televisione con una piccola apparizione nella soap opera Febbre d'amore, nel 2008. Ha poi proseguito lavorando soprattutto nei progetti horror del regista Mike Flanagan, tra cui: Absentia (2011), Oculus - Il riflesso del male (2013), The Haunting (2018 e 2020), Doctor Sleep (2019) e The Midnight Club (2022).
Nel 2023 è parte del cast della serie televisiva La caduta della casa degli Usher, prodotta da Netflix.

## Filmografia

### Cinema
- Absentia, regia di Mike Flanagan (2011)
- The Family, regia di Joe Hollow e Wolfgang Meyer (2011)
- Oculus - Il riflesso del male (Oculus), regia di Mike Flanagan (2013)
- Fun Size Horror: Volume One, regia di Bryan Chojnowski, Lisa J Dooley e Ned Ehrbar (2015)
- Fun Size Horror: Volume Two, regia di Stephen Boyer, Ned Ehrbar e Karen Gillan (2015)
- The Binding, regia di Gus Krieger (2016)
- The Last Alleycat, regia di Greg Runnels e Mark Runnels (2016)
- All the Creatures Were Stirring, regia di David Ian McKendry e Rebekah McKendry (2018)
- Doctor Sleep, regia di Mike Flanagan (2019)
- Amiche in affari (Like a Boss), regia di Miguel Arteta (2020)
- Next Exit, regia di Mali Elfman (2022)
- Angry Neighbors, regia di Warren Brock (2022)

### Televisione
- Febbre d'amore (The Young and the Restless) – serie TV, episodio 1x9037 (2008)
- The Therapist – serie TV, 2 episodi (2011)
- Masters of Sex – serie TV, 2 episodi (2014)
- NCIS: New Orleans – serie TV, episodio 1x20 (2015)
- Halt and Catch Fire – serie TV, episodio 2x09 (2015)
- Rizzoli & Isles – serie TV, 2 episodi (2016)
- The Haunting – serie TV, 5 episodi (2018-2020)
- Ride Sesh – serie TV, episodio 1x01 (2018)
- Alt – serie TV, 9 episodi (2020)
- The Resident – serie TV, episodio 4x03 (2021)
- The Midnight Club – serie TV, 3 episodi (2022)
- La caduta della casa degli Usher (The Fall of the House of Usher) – miniserie TV, 8 episodi (2023)

### Cortometraggi
- This Is Ellen, regia di John Salcido (2013)
- L'agonie Pardonné, regia di Tori Pope (2014)
- The Tokyo Princess, regia di Travis Greene e Daryl Perle (2014)
- Tribute, regia di John Salcido (2014)
- Entity, regia di Michael May (2014)
- Sleepwalker, regia di Calvin Weaver (2015)
- Move Me, regia di Gabe Crate (2015)
- Woke Up Famous, regia di Giles Clarke (2015)
- The Gate, regia di Kellie Madison (2016)
- Jon & The Wolf, regia di Ryan Maples (2016)
- What's in the Box?, regia di Ross Ferguson (2016)
- Night of Natalie, regia di Tori Pope (2017)
- The So Long Song, regia di Emi Macuaga (2017)
- The Re-Education of Jane Brown, regia di M.K. McGehee (2019)
- Nice Ride, regia di Rose McIver (2020)

## Riconoscimenti
- Queen Palm International Film Festival
  - 2019 – Premio alla miglior attrice in un cortometraggio per The Re-Education of Jane Brown
- Diabolical Horror Film Festival
  - 2019 – Premio alla miglior attrice per The Re-Education of Jane Brown
- Bloodstained Indie Film Festival
  - 2019 – Premio alla miglior attrice per The Re-Education of Jane Brown

- Independent Horror Movie Awards
  - 2019 – Premio alla miglior attrice per The Re-Education of Jane Brown
- FilmQuest
  - 2016 – Premio alla miglior attrice in un cortometraggio per Move Me
- Santa Monica Film Festival
  - 2016 – Candidatura alla miglior attrice principale per Move Me
- Tabloid Witch Awards
  - 2016 – Premio alla miglior attrice per Absentia

## Doppiatrici italiane
Nelle versioni in italiano delle opere in cui ha recitato, Katie Parker è stata doppiata da:
- Ilaria Latini[7] in The Haunting of Hill House[8]
- Erica Necci[9] in The Haunting of Bly Manor[8]
- Eleonora Reti[10] in La caduta della casa degli Usher[11]